# Paul Mitzlaff

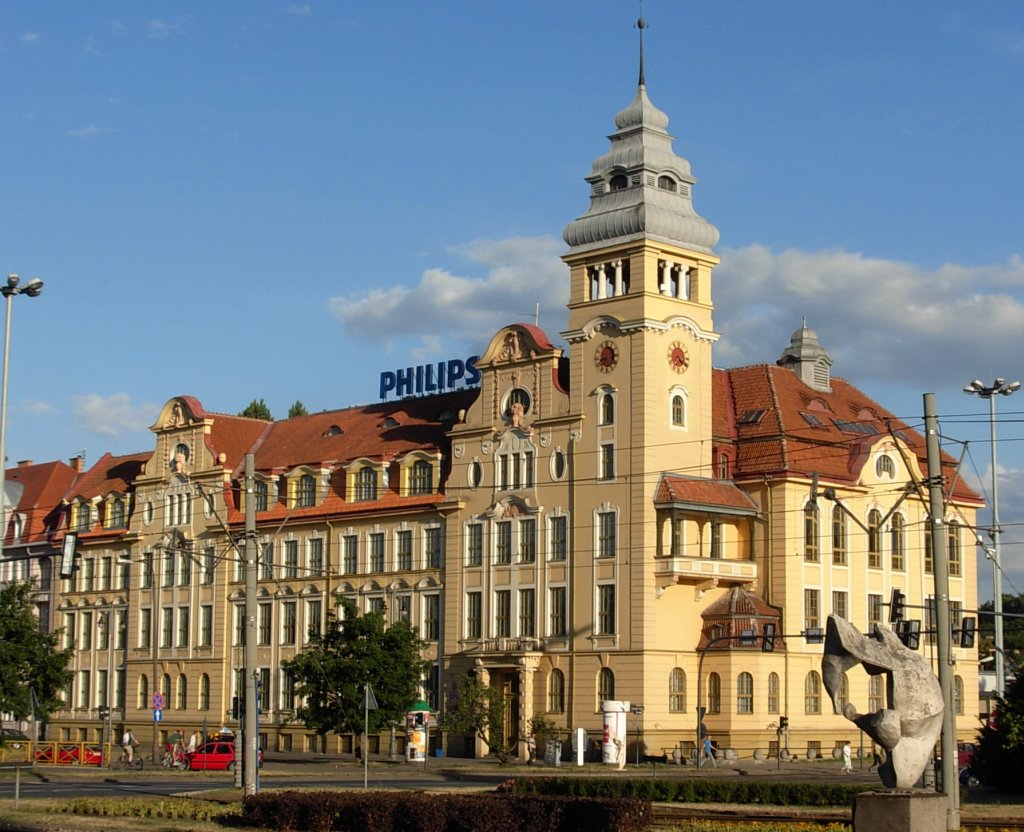
Budynek Szkoły Przemysłu Artystycznego, wzniesiony w latach 1910 i 1911 z myślą o siedzibie jednego z wydziałów przyszłego uniwersytetu

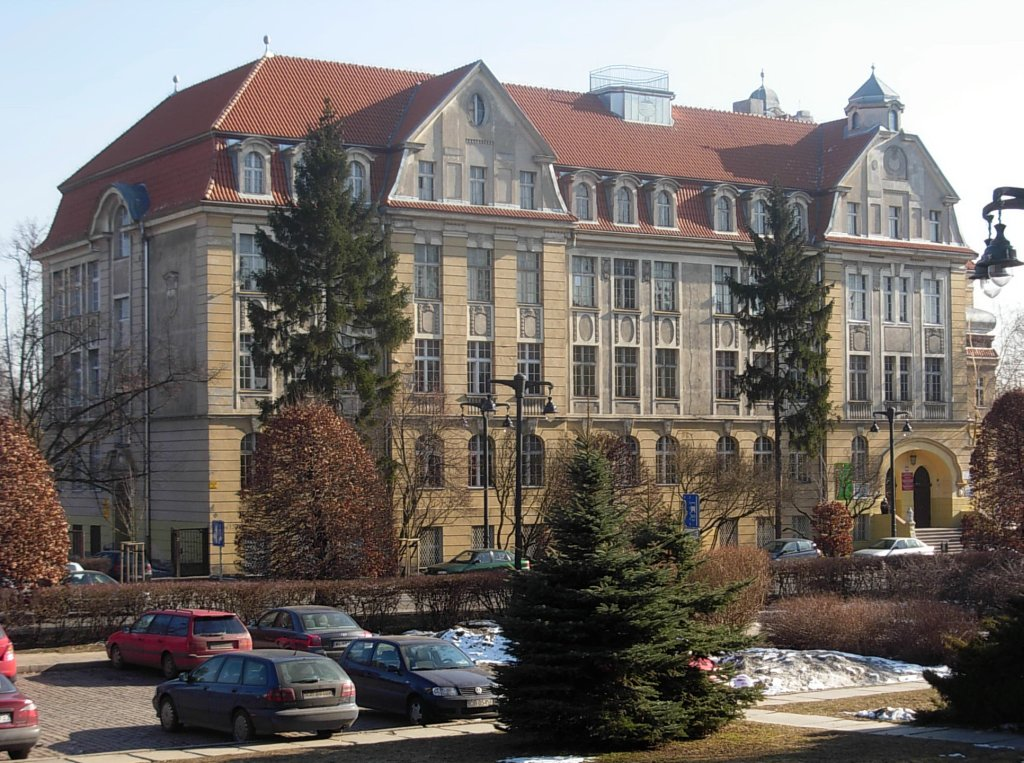
Budynek Średniej Szkoły dla Chłopców, zbudowany w latach 1910 i 1911 za kadencji Paula Mitzlaffa

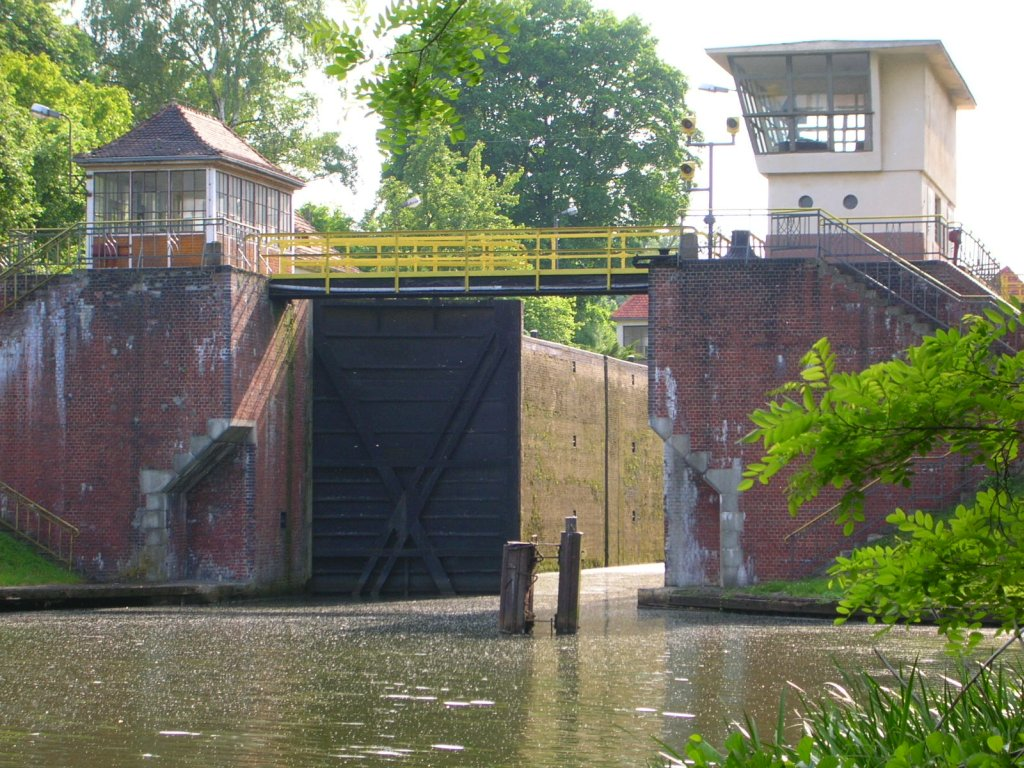
Śluza Okole na Kanale Bydgoskim oddana do użytku w 1915 r.

Paul Wilhelm Gustav Mitzlaff (ur. 1870 w Bytowie, zm. 1944 w Berlinie) – nadburmistrz Bydgoszczy w latach 1910–1919.

## Życiorys
Urodził się 22 grudnia 1870 w Bytowie. Był synem Augusta, radcy Sądu Krajowego w Gdańsku, i Marii z domu Henning. W latach 1880–1889 uczęszczał do gimnazjum miejskiego w Gdańsku, gdzie złożył egzamin dojrzałości. Studiował prawo i administrację na uniwersytetach w Monachium, Lipsku i Berlinie. Po ich ukończeniu podjął pracę w sądownictwie, uzyskując stopień referendarza (1893) i asesora (1897). Opuścił wówczas wymiar sprawiedliwości i przeniósł się do pracy w organach administracji komunalnej.
Od 1897 pracował w magistracie w Gdańsku. Zajmował się sprawami podatków komunalnych, ubezpieczeń, opieki społecznej oraz problematyką budowy połączeń kolejowych. W 1903 powierzono mu funkcję kamlarza miejskiego w Gdańsku. Odtąd nadzorował rachunki i wypłaty z kasy miejskiej oraz opracowywał budżet miasta. Działał także w Pruskim Prowincjalnym Związku Miast i Radzie Prowincjalnej Prowincji Prusy Zachodnie.

### Nadburmistrz Bydgoszczy
W kwietniu 1910, jako doświadczony już urzędnik komunalny, zgłosił swoją kandydaturę w organizowanych wyborach burmistrza Bydgoszczy. Stanowisko to wakowało po odejściu burmistrza Alfreda Knoblocha. Rada Miejska na posiedzeniu 14 czerwca 1910 wybrała go I burmistrzem. Uzyskał 31 spośród 35 oddanych głosów. 17 lipca 1910 Królewska Regencja w Bydgoszczy zatwierdziła jego wybór, a 15 sierpnia tego roku oficjalnie objął urzędowanie. 19 października 1911 nadano mu tytuł nadburmistrza miasta, a 27 sierpnia 1913 otrzymał także prawo noszenia złotego łańcucha – urzędowej odznaki burmistrza, przyznawanej jedynie najbardziej zasłużonym wśród nich.
Po wybuchu I wojny światowej w sierpniu 1914 dawały o sobie znać braki kadrowe wśród urzędników wywołane przez mobilizację oraz trudności gospodarcze. Dotkliwe okazały się kłopoty z aprowizacją miasta i związana z nimi konieczność organizacji rozmaitych form pomocy w zaopatrzeniu w podstawowe artykuły żywnościowe.
Mimo różnorodnych ograniczeń, szczególnie w pierwszej połowie jego kadencji zbudowano szereg nowych budynków municypalnych i oświatowych, na przykład Szkołę Przemysłu Artystycznego, budynek Średniej Szkoły dla Chłopców, gmach Szkoły Wojennej przy ulicy Gdańskiej, szkołę powszechną przy ul. Nowodworskiej. Podejmował działania w celu włączenia w granice administracyjne Bydgoszczy podmiejskich gmin, od dawna wyraźnie dążących ku rozwijającemu się ośrodkowi miejskiemu. Jego idea zyskała poparcie rady miejskiej, lecz przedłużały się dyskusje dotyczące zakresu zmian terytorialnych. Ostatecznie Mitzlaff opracował specjalny memoriał w tej sprawie w 1915, który w zmienionej wersji opublikowano w 1919. Gminy podmiejskie włączono do Bydgoszczy dopiero w kwietniu 1920, już po przejęciu miasta przez administrację polską.
Wystąpił także z inicjatywą budowy nowego odcinka linii kolejowej Bydgoszcz–Toruń, omijającej od północy miasto, co miało usunąć problem przejazdu kolejowo-drogowego w ciągu ulicy Gdańskiej. Mitzlaff zainteresował tym projektem Kolej Rzeszy, która skłonna była pokryć koszty wykupu gruntów pod budowę nowej trasy. Projekt ten zrealizowano jednak dopiero po II wojnie światowej.
Przedmiotem jego zainteresowania była także budowa arterii wodnych, ważna ze względu na interesy gospodarcze miasta. Zasiadał w Prowincjalnej Radzie ds. Dróg Wodnych nadzorującej rozwój rzecznych szlaków komunikacyjno-handlowych. Podczas jego kadencji zbudowano w mieście nowy odcinek Kanału Bydgoskiego z dwoma dużymi śluzami: Okole i Czyżkówko, natomiast stary, zadrzewiony odcinek kanału zachowano jako park (planty nad Kanałem Bydgoskim).
Już po objęciu stanowiska nadburmistrza Bydgoszczy, od 3 października 1913, reprezentował miasto w Izbie Panów sejmu pruskiego. Działał także w Prowincjalnym Związku Miast Prowincji Poznańskiej. Na posiedzeniu 30 maja 1911 w Poznaniu wybrano go wiceprzewodniczącym związku. 1 września 1919 został wybrany kierownikiem biura Niemiecko-Pruskiego Związku Miast w Berlinie. W związku z objęciem tej funkcji zrezygnował z piastowanego stanowiska nadburmistrza Bydgoszczy, tym bardziej że podpisanie traktatu wersalskiego przesądziło o powrocie miasta do II Rzeczypospolitej i wiadomo było, że nastąpi wymiana kadry urzędniczej.
Oficjalne, uroczyste pożegnanie Mitzlaffa miało miejsce 23 września 1919 w auli Wyższej Szkoły Realnej. Następnego dnia odbył pożegnalne spotkanie z członkami bydgoskiej rady miejskiej i magistratu. Opuścił wtedy Bydgoszcz i osiadł w Berlinie. W jego zastępstwie administracją miejską kierował II burmistrz Hugo Wolff.
10 października 1919 bydgoska Niemiecka Rada Robotniczo-Żołnierska wystosowała prośbę do Niemieckiego Związku Miast, aby umożliwił on Mitzlaffowi przyjazd do Bydgoszczy celem formalnego przekazania miasta w ręce Polaków. Mitzlaff wymówił się trudną sytuacją i obowiązkami w związku z nowo objętym stanowiskiem. W tej sytuacji powinności tej – 20 stycznia 1920 – dopełnił II burmistrz Hugo Wolff.
Paul Mitzlaff pracował w Związku Miast do 1926, a następnie praktykował jako adwokat w berlińskim Charlottenburgu. Zmarł 7 stycznia 1944 w berlińskim Grunewaldzie.
Był żonaty z Marie z domu Kunau. Miał cztery córki.
Został odznaczony Orderem Orła Czerwonego IV klasy (1910), Krzyżem Żelaznym II klasy z czarno-białą wstęgą (1917) i Medalem Czerwonego Krzyża III klasy.